# Villa Ioussoupov
La villa Ioussoupov (en russe :Дача Зинаиды Юсуповой) est située à Pouchkine (ville) en Russie.
La villa était la résidence au calme de la famille Ioussoupov, une des familles les plus riches de l'aristocratie russe. Le palais a été construit par Ippolit Monighetti, entre 1856 et 1859 pour Zénaïde Ioussoupov. L'intérieur est en style Louis XV sur des dessins de Vassili Sadovnikov, le bâtiment fut modernisé par Andrei Vaitens entre 1909 et 1911. C'est un bâtiment classé qui fait partie du Palais-musée de Tsarskoïe Selo.

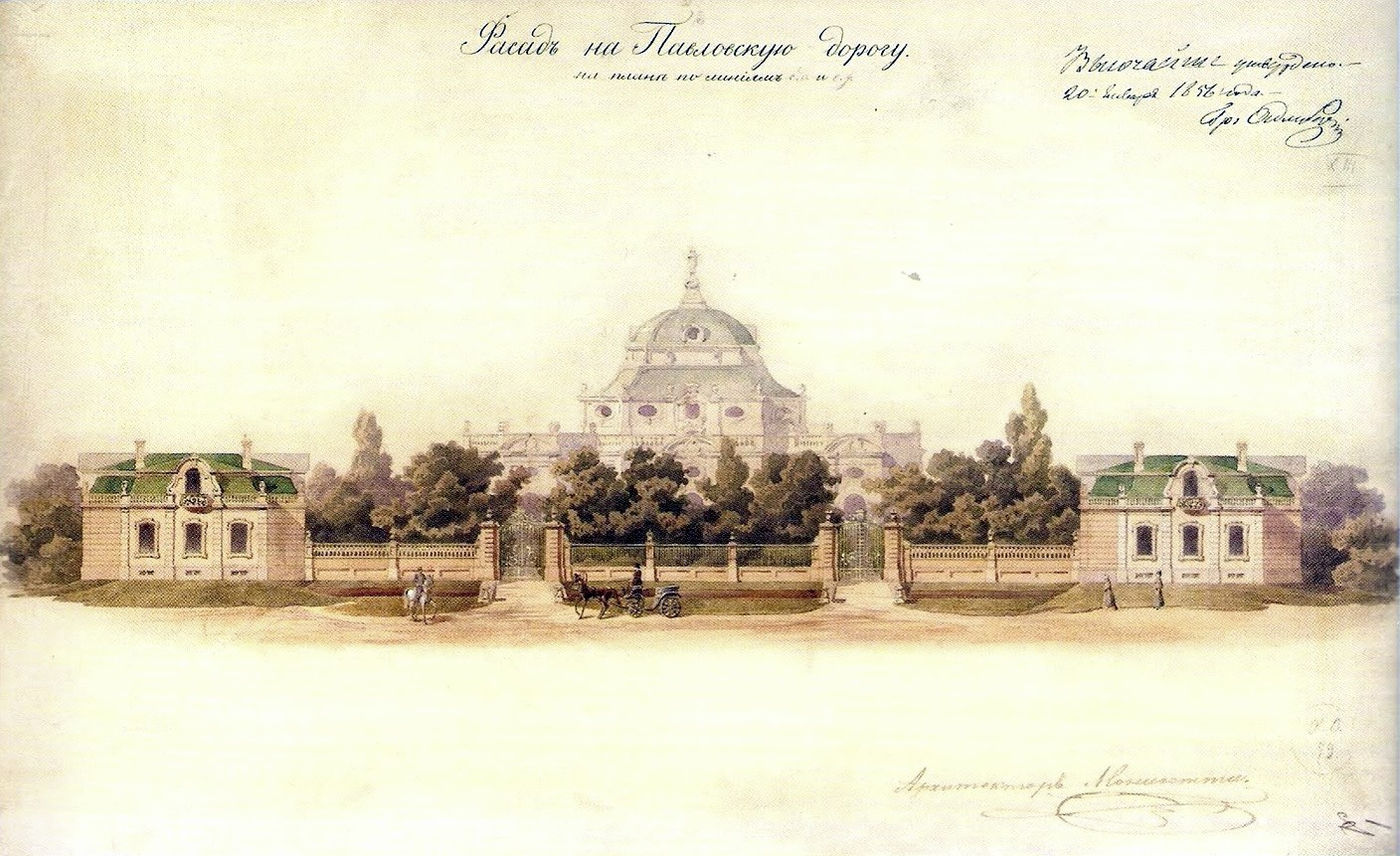
Projet de Monighetti.
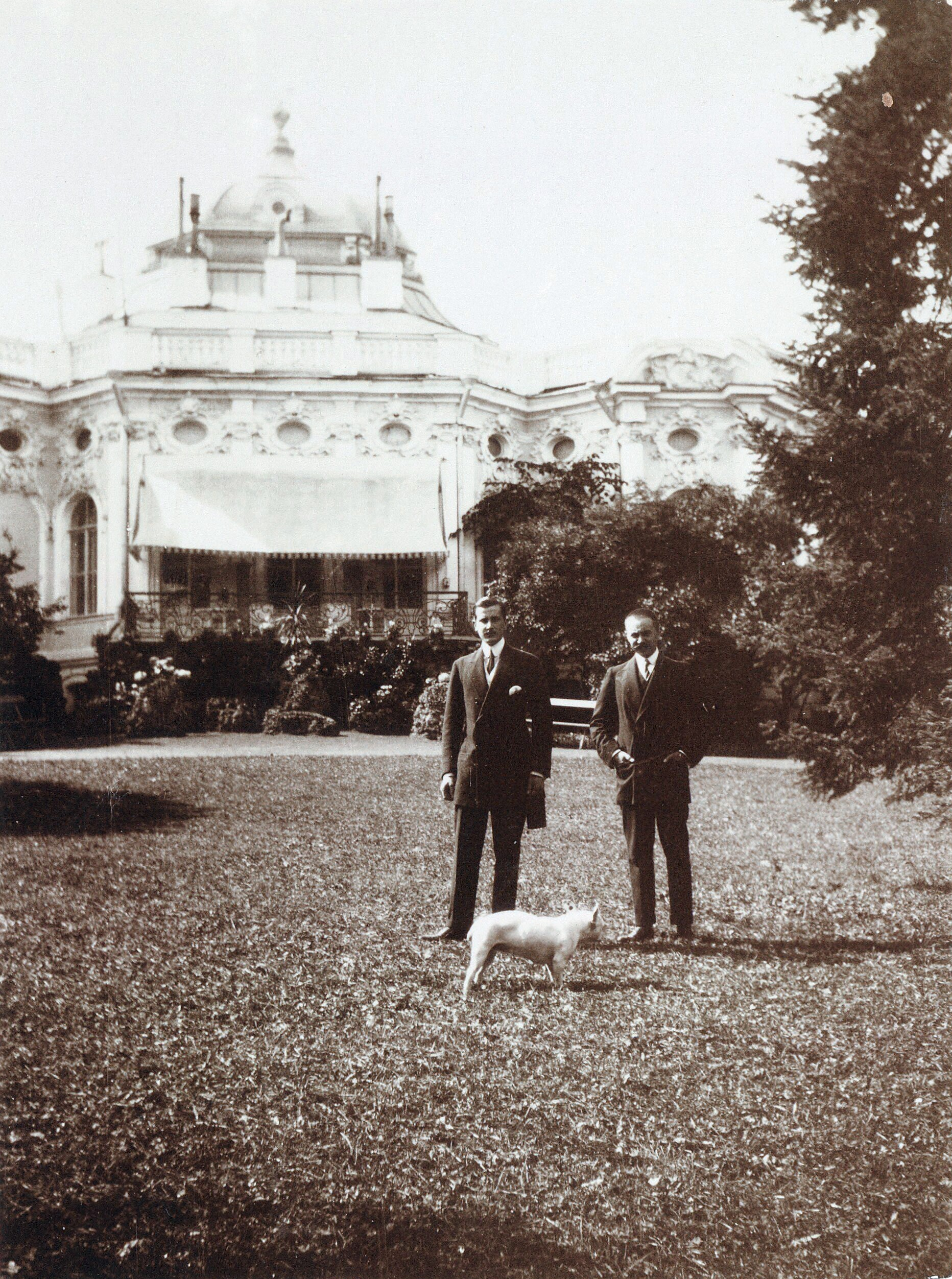
Félix Ioussoupov en 1910.